# Phylidorea gracilistyla
Phylidorea gracilistyla là một loài ruồi trong họ Limoniidae. Chúng phân bố ở miền Cổ bắc.